# يان بارتيليمي
يان بارتيليمي (مواليد 5 مارس 1980) هو ملاكم كوبي، مثّل بلاده في الألعاب الأولمبية الصيفية 2004 وحقق الميدالية الذهبية في فئة وزن الذبابة الخفيف.

## روابط خارجية
يان بارتيليمي على موقع بوكس ريك (الإنجليزية) (registration required)
- يان بارتيليمي على موقع أوليمبيديا (الإنجليزية)